# Endless Summer Vacation
Albums de Miley Cyrus
Attention: Miley Live
(2022) Something Beautiful
(2025)
Singles
1. Flowers
Sortie : 13 janvier 2023
2. River
Sortie : 13 mars 2023
3. Jaded
Sortie : 17 avril 2023
4. Used to Be Young
Sortie : 25 août 2023

Endless Summer Vacation est le huitième album studio de la chanteuse Miley Cyrus, sorti le 10 mars 2023. Il est précédé par la sortie du single Flowers, qui a atteint le sommet de nombreux classements hebdomadaires.
En Mai 2025, Miley Cyrus déclare sur la radio française NRJ qu'elle n'aurait pas pu réaliser cet album et le titre Flowers sans l'influence de Vanessa Paradis.

## Pistes
| Endless Summer Vacation | Endless Summer Vacation                   | Endless Summer Vacation | Endless Summer Vacation                                           | Endless Summer Vacation | Endless Summer Vacation | Endless Summer Vacation | Endless Summer Vacation | Endless Summer Vacation | Endless Summer Vacation |
| No                      | Titre                                     | Auteur | Producteurs                                                       | Durée                   |                         |                         |                         |                         |                         |
| ----------------------- | ----------------------------------------- | --- | ----------------------------------------------------------------- | ----------------------- | ----------------------- | ----------------------- | ----------------------- | ----------------------- | ----------------------- |
| 1.                      | Flowers                                   | - Miley Cyrus - Gregory Aldae Hein - Michael Pollack                                                                                  | - Kid Harpoon - Tyler Johnson                                     | 3:20                    |                         |                         |                         |                         |                         |
| 2.                      | Jaded                                     | - Cyrus - Greg Kurstin - Sarah Aarons                                                                                                 | Kurstin                                                           | 3:05                    |                         |                         |                         |                         |                         |
| 3.                      | Rose Colored Lenses                       | - Cyrus - Thomas Hull - Johnson | - Kid Harpoon - Johnson                                           | 3:43                    |                         |                         |                         |                         |                         |
| 4.                      | Thousand Miles (featuring Brandi Carlile) | - Cyrus - Tobias Jesso Jr. - Bibi Bourelly - Michael Len Williams II                                                                  | - Kid Harpoon - Mike Will Made It - Johnson                       | 3:51                    |                         |                         |                         |                         |                         |
| 5.                      | You                                       | - Cyrus - Bourelly - Pollack - Ian Kirkpatrick                                                                                        | - Jay Moon - Jonny Coffer                                         | 2:59                    |                         |                         |                         |                         |                         |
| 6.                      | Handstand                                 | - Cyrus - Harmony Korine - Maxx Morando                                                                                               | Morando                                                           | 3:25                    |                         |                         |                         |                         |                         |
| 7.                      | River                                     | - Cyrus - Justin Tranter - Hull - Johnson                                                                                             | - Kid Harpoon - Johnson                                           | 2:42                    |                         |                         |                         |                         |                         |
| 8.                      | Violet Chemistry                          | - Cyrus - M. Williams - Jesse Shatkin - James Blake - Sia Furler                                                                      | - Shatkin - Max Taylor-Sheppard - Morando - Mike Will Made It     | 4:06                    |                         |                         |                         |                         |                         |
| 9.                      | Muddy Feet (featuring Sia)                | - Cyrus - Pollack - M. Williams - Bourelly - Hein - Shatkin - Furler - Jesse van der Meulen - David Frank - Steve Kipner - Pam Sheyne | - Jerome Williams - Shatkin - Coffer - Mike Will Made It - Zwiffa | 2:16                    |                         |                         |                         |                         |                         |
| 10.                     | Wildcard                                  | - Cyrus - Hull - Johnson - Jesso | - Kid Harpoon - Johnson                                           | 3:13                    |                         |                         |                         |                         |                         |
| 11.                     | Island                                    | - Cyrus - BJ Burton - Jennifer Decilveo - Caitlyn Smith - Pollack - Dani Miller                                                       | Burton                                                            | 3:59                    |                         |                         |                         |                         |                         |
| 12.                     | Wonder Woman                              | - Cyrus - Pollack - Hein - Hull - Johnson                                                                                             | - Kid Harpoon - Johnson                                           | 3:05                    |                         |                         |                         |                         |                         |
| 39:44                   |                                           | |                                                                   |                         |                         |                         |                         |                         |                         |

| Édition deluxe | Édition deluxe   | Édition deluxe           | Édition deluxe                    | Édition deluxe | Édition deluxe | Édition deluxe | Édition deluxe | Édition deluxe | Édition deluxe |
| No             | Titre            | Auteur                   | Producteurs                       | Durée          |                |                |                |                |                |
| -------------- | ---------------- | ------------------------ | --------------------------------- | -------------- | -------------- | -------------- | -------------- | -------------- | -------------- |
| 4.             | Used to Be Young | - Hein - Pollack - Cyrus | - Cyrus - Pollack - Shawn Everett | 3:11           |                |                |                |                |                |
| 14.            | Flowers (demo)   | - Hein - Pollack - Cyrus |                                   | 3:30           |                |                |                |                |                |
| 46:32          |                  |                          |                                   |                |                |                |                |                |                |

## Classements
| Classement (2023)                  | Meilleure place |
| ---------------------------------- | --------------- |
| Allemagne (Media Control AG)       | 2               |
| Australie (ARIA)                   | 1               |
| Autriche (Ö3 Austria Top 40)       | 1               |
| Belgique (Flandre Ultratop)        | 2               |
| Belgique (Wallonie Ultratop)       | 3               |
| Canada (Canadian Albums Chart)     | 2               |
| Danemark (Tracklisten)             | 4               |
| Écosse (OCC)                       | 1               |
| Espagne (Promusicae)               | 4               |
| États-Unis (Billboard 200)         | 3               |
| Finlande (Suomen virallinen lista) | 2               |
| France (SNEP)                      | 6               |
| Irlande (Irish Albums Chart)       | 1               |
| Italie (FIMI)                      | 4               |
| Norvège (VG-lista)                 | 1               |
| Nouvelle-Zélande (RIANZ)           | 1               |
| Pays-Bas (Mega Album Top 100)      | 1               |
| Portugal (AFP)                     | 1               |
| Royaume-Uni (UK Albums Chart)      | 1               |
| Suède (Sverigetopplistan)          | 2               |
| Suisse (Schweizer Hitparade)       | 1               |

## Certifications
| Pays              | Certification | Unités certifiées |
| ----------------- | ------------- | ----------------- |
| États-Unis (RIAA) | Platine       | 1 000 000         |
| France (SNEP)     | Or            | 50 000            |

## Historique de sortie
| Pays   | Date         | Formats                           | Labels   | Réf. |
| ------ | ------------ | --------------------------------- | -------- | ---- |
| Divers | 10 mars 2023 | - CD - téléchargement - streaming | Columbia |      |